# Evaza fortis
Evaza fortis är en tvåvingeart som först beskrevs av Walker 1865.  Evaza fortis ingår i släktet Evaza och familjen vapenflugor. Inga underarter finns listade i Catalogue of Life.